# Peixe avuado
O peixe avuado é uma técnica indígena de preparo do pescado com assamento na brasa diretamente na praia; usando uma churrasqueira improvisada moquém (grelha de galhos), temperado apenas com sal e pimenta. O cozimento do peixe com a escama mantém a carne boa.
Não confundir com o peixe peixe moqueado; que é o modo de secagem do peixe para evitar o estrago, pré-assando na brasa usando o moquém.

## Preparo
- Prepara-se a grelha feita com galhos, chamada moquém (do tupi moka'ẽ).[6]
- Cava-se um buraco na areia da praia, próxima ao local de pesca;[1]
- Acende-se o fogo para o preparo do peixe fresco na brasa;[1]
- Tempera-se o peixe fresco com sal, limão (farinha como complemento);[1]
- Come-se o peixe usando as mãos.[1]

## Saber tradicional
O saber tradicional é um produto histórico resultado do modo de vida de uma população tradicional (intelecto coletivo ou intelecto cultural), de acordo com o relacionamento com a biodiversidade em que está inserida. Este saber se reconstrói na transmissão oral entre as gerações e, possui uma vísivel aplicação prática na sociedade.